# 霍恩施泰因 (萨克森州)
霍恩施泰因（德語：Hohnstein，發音：[ˈhoːnˌʃtaɪn] ⓘ）是德国萨克森州萨克森施韦茨-东厄尔士山县的城市，面积64.64平方千米，2023年12月31日人口为3,183人。